# Гідрокарбонати

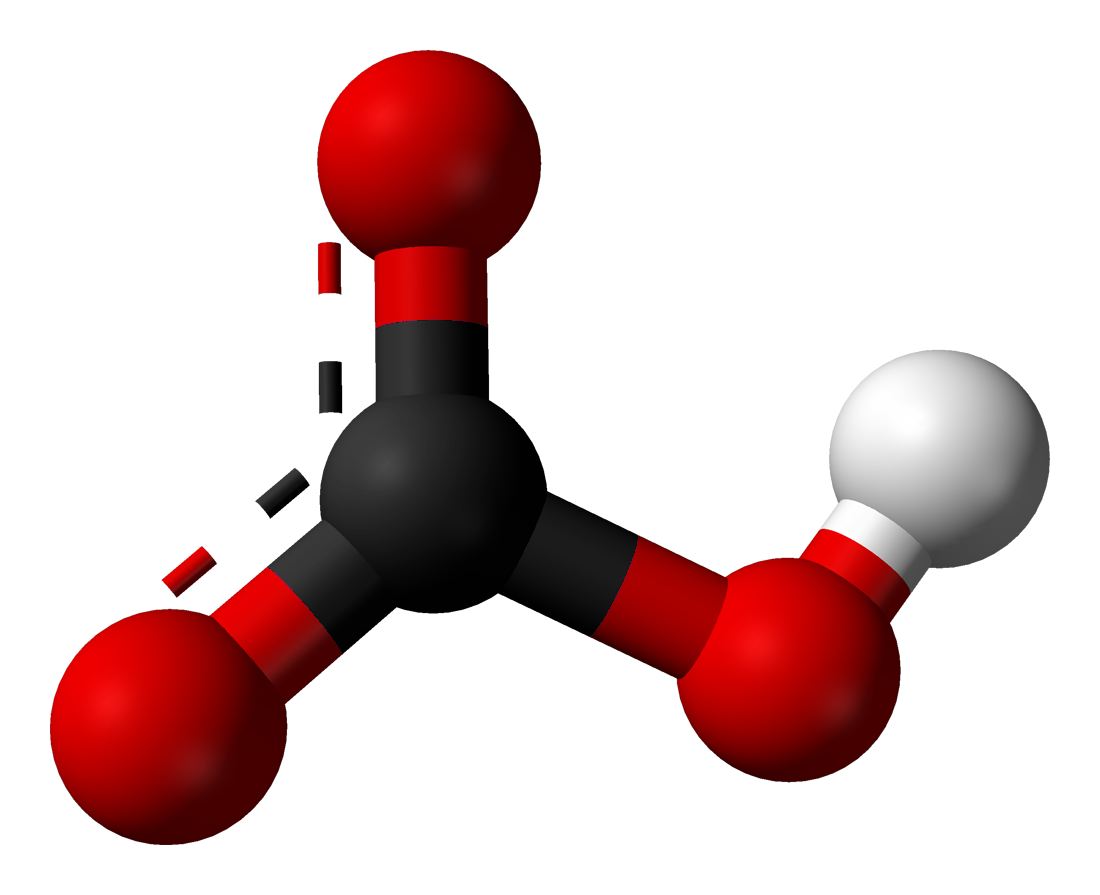
Аніон HCO.

Гі́дрокарбона́ти (застаріла назва — бікарбонати) — кислі солі карбонатної кислоти H2CO3 (містять аніон HCO-
3). Наприклад, до гідрокарбонатів належить питна сода NaHCO3.
Гідрокарбонати, на відміну від карбонатів, у воді розчинні. Наявність у воді гідрокарбонатів кальцію та магнію зумовлює її тимчасову твердість.

## Отримання
Вони можуть утворюватись при сумісній дії CO2 і H2O (H2CO3) на нормальні карбонати. Наприклад:
CaCO3 + CO2 + H2O → Ca(HCO3)2

## Хімічні властивості
У термічному відношенні гідрокарбонати менш стійкі за карбонати і вже при незначному нагріванні розкладаються, переходячи в нормальні солі:
2NaHCO3 → Na2CO3 + H2O + CO2 ↑
Ca(HCO3)2 → CaCO3 + H2O + CO2 ↑
При дії на карбонати і гідрокарбонати сильних кислот вони, як солі слабкої і нестійкої кислоти, легко розкладаються з виділенням діоксиду вуглецю:
BaCO3 + 2HCl → BaCl2 + H2O + CO2 ↑
ΝaHCO3 + HCl → NaCl + H2O + CO2 ↑

## Застосування
Найважливіший представник ряду, гідрокарбонат натрію (питна сода), має застосування в медицині, харчовій промисловості.